# Arctosa ephippiata
Arctosa ephippiata Roewer, 1960 è un ragno appartenente alla famiglia Lycosidae.

## Etimologia
Il nome proprio della specie deriva dall'aggettivo latino ephippiatus, -a, -um, che significa collocato su una parte a forma di sella, ad indicare la conformazione particolare dei tarsi .

## Caratteristiche
I cheliceri sono dotati di tre denti, di cui quello alla base è grande la metà degli altri due, che hanno le stesse dimensioni.
I maschi hanno il bodylenght (prosoma + opistosoma) di 12 millimetri (5 + 7).

## Distribuzione
La specie è stata reperita nel Camerun sudoccidentale: nei pressi della città di Douala, capoluogo della Regione del Litorale.

## Tassonomia
Al 2016 non sono note sottospecie e dal 1960 non sono stati esaminati nuovi esemplari.